# Velike Drage
Vele Drage su naselje u Hrvatskoj u općini Brod Moravice. Nalaze se u Primorsko-goranskoj županiji.

## Zemljopis
Zapadno su Gornji Kuti, Zahrt, Moravička Sela i Delači, jugozapadno su Lokvica, Čučak, Brod Moravice i Donja Dobra, istočno su Male Drage.

## Stanovništvo
| broj stanovnika | 170   | 200   | 179   | 157   | 148   | 147   | 148   | 162   | 144   | 133   | 134   | 107   | 79    | 53    | 40    |
|                 | 1857. | 1869. | 1880. | 1890. | 1900. | 1910. | 1921. | 1931. | 1948. | 1953. | 1961. | 1971. | 1981. | 1991. | 2001. |